# 平泽奈古
平泽奈古（日语：／ Hirasawa Nako，1972年8月1日—），日本女子射箭运动员。她曾代表日本参加2004年和2016年夏季残疾人奥林匹克运动会射箭比赛，其中2004年夏季残奥会获得一枚铜牌。